# Enrique XII de Reuss-Schleiz
Enrique XII de Reuss-Schleiz (en alemán: Heinrich XII Reuss zu Schleiz; 15 de mayo de 1716, Schleiz - 25 de junio de 1784, Kirschkau cerca de Schleitz) fue conde de Reuss-Schleiz-Plauen (1744-1784), un estado del Sacro Imperio Romano Germánico ubicado en la actual Turingia.

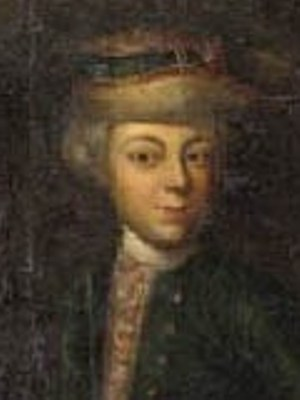
Retrato de Enrique XII de Schleiz

## Vida
Era el único hijo del conde Enrique XI de Reuss-Schleiz (1669-1726), señor de Dietersdorf, Paren, Kirschkau, y de su segunda esposa, la condesa Augusta Dorotea de Hohenlohe-Langenburg (1678-1740), hija del conde Enrique Federico de Hohenlohe-Langenburg († 1699) y de la condesa Juliana Dorotea de Castell-Remlingen († 1706).
Enrique XII sucedió a su medio hermano mayor Enrique I de Reuss-Schleiz en 1744 como conde.

### Matrimonio y descendencia

#### Primer matrimonio
El 2 de octubre de 1742, en Schoenberg, se casó con la condesa Cristina von Erbach-Schönberg (5 de mayo de 1721, Schoenberg; 26 de noviembre de 1769, Schoenberg), hija del conde Jorge Augusto de Erbach-Schönberg (1691-1758) y de la condesa Fernanda Enriqueta de Stolberg-Gedern (1699-1750). Tuvieron 4 hijos:
- Cristina Sofía Enriqueta Reuss (4 de septiembre de 1744, Schleiz - 17 de agosto de 1745, Schleiz)
- Enrique XXXVI Reuss (13 de julio de 1747, Schleiz - 12 de enero de 1748)
- Carolina Bernhardina Reuss (20 de septiembre de 1749, Schleiz - 29 de septiembre de 1749, Schleiz)
- Enrique XLII (27 de febrero de 1752, Lohma - 17 de abril de 1818, Schleiz), Futuro conde de Reuss-Schleiz (1784-1806), Reuss-Gera (1802-1806), y Príncipe de Reuss-Schleiz-Gera (1806-1818), casado el 10 de junio de 1779 en Kirchberg an der Jagst a la princesa Carolina von Hohenlohe-Kirchberg (11 de junio de 1761, Kirchberg - 22 de diciembre de 1849, Schleiz).
- Cristina Sofía Henrietta Reuss (6 de agosto de 1757, Oettersdorf - 6 de junio de 1758, Schleiz)

#### Segundo matrimonio
El 13 de julio de 1770 se casó, en el Palacio Philippseich, con la condesa Cristina Ferdinanda de Isenburg-Philippseich (24 de agosto de 1740, Philippseich - 7 de diciembre de 1822, Schleiz), hija del conde Guillermo Mauricio II de Isenburg-Philippseich (1688-1772) y de la condesa Filipina Luisa de Stolberg-Gedern (1705-1744). Tuvieron dos hijos:
- Enrique LVI Reuss (29 de noviembre de 1772, Schleiz - 24 de abril de 1775, Schleiz)
- Enrique LVII Reuss (18 de junio de 1774, Schleiz - 24 de abril de 1775, Schleiz)

### Muerte
Enrique XII murió a la edad de 68 años el 25 de junio de 1784 en Kirschkau, cerca de Schleiz, y fue enterrado en la "Iglesia de Jesús" en Kirschkau, Turingia. Su hijo Enrique XLII Reuss-Schleiz se convirtió en conde en 1784 y luego príncipe en 1806.